# 開放標準
开放标准是一项公开发表的标准，拥有与之相关的权利，以及与之设计相关的属性（如：开放进程）。 由于其复杂的用途，不存在一个对于开放标准的单独定义。
开放和标准两词联系其广泛的用途，拥有大量不同的含义。 对于开放标准的不同定义强调了不同程度的开放，包括对结果的规格的开放，草案进程的开放以及所有权利的归属。“标准”一词有时被限制于明确的组委会批准的开放给所有有兴趣的人一同参与的基础技术。 
有关于开放的定义用于学术机构、欧盟以及一些其成员，例如：丹麦、法国、西班牙等，杜绝开放标准需要收费使用。 而在标准化组织这一侧，例如万维网联盟则允许开放标准基于一个買斷式授權的收费基础。
许多有关于标准的定义都持有明显的“合理且无歧视性协议”收取买断式授权观点。 举例来说，由一些被国际广泛认可的标准委员会发布的标准，比如 互联网工程任务组（IETF）、國際標準化組織（ISO）、国际电工委员会（IEC）及ITU-T所提供的标准就包含了需要进行付费授权的相关标准。在这些组织中，只有IETF和ITU-T特别地称他们的标准为“开放标准”，具有“合理且无歧视性协议”授权费用。
由一些由开源软件社区所支持的“开放标准”定义则包括開源的定義，且仅限于允许被自由地接受、使用和扩展的标准。 当开放标准被特定的所有者所有后，它仍然能够被自由地公开分享，不受到严格地版权保护。 一个典型的此类“开源标准”的例子是最早由IBM提出，现在通常被称为 Wintel联盟（即由英特尔微处理器和Windows操作系统组成的个人计算机）的个人计算机标准。 另外三个被广泛认为是此类开放标准的包括GSM手机、开源社区维护的类UNIX操作系统和互联网工程任务组（IETF）所提出的TCP/IP和SMTP协议。 人们倾向于使用这类开放标准，因为他们相信能借由标准带来的网络效应和市场竞争生产出更便宜的产品
开放标准中制定使用某种文件格式的，有时被称为自由檔案格式。
许多实际案例中某些标准仍然受限于严格的销售合同之下。这意味着从这些组织获得授权的是授权组织对标准所拥有的版权。 如此种种的标准被认为是不完全开放的。更开放的标准一般指能够被自由地拷贝和使用的标准。 例如厂商可以根据Wintel架构进行自由的模仿和生产。 一些相对不开放的「开放标准」，标准的制定者拥有更强的权力来修改标准以获得更大的市场占有。

## 扩展阅读
- （英文）开放标准: 全球政策的互通性[永久], Laura DeNardis, 编辑, MIT Press, 2011 年。 学术界、工业界专家，试图将开放标准在经济学和政治学中进行检验。